# جيمس كلارك (سياسي أمريكي، مواليد 1812)
جيمس كلارك (بالإنجليزية: James Clarke)‏ هو سياسي أمريكي، ولد في 5 يوليو 1812 في غرينسبورج في الولايات المتحدة، وتوفي في 28 يوليو 1850 في برلنغتون في الولايات المتحدة. انتخب Governor of the Territory of Iowa ‏ (18 نوفمبر 1845 – 28 ديسمبر 1846).